# 室根テレビ・FM中継局
室根テレビ・FM中継局（むろねテレビ・エフエムちゅうけいきょく）は、岩手県一関市の旧東磐井郡千厩町域にある中継局。

## 概要
- 当中継局には、NHK盛岡放送局アナログテレビ･FM及びIBC岩手放送のアナログテレビの中継局と在盛テレビ局のデジタルテレビの中継局が置かれ、周辺地域へ電波を発射している。
- なお、本項では、室根デジタルテレビ中継局と物理チャンネルが同じで、｢ギャップフィラー｣方式の受信障害対策中継局（千厩小梨・千厩中長者・千厩大登・千厩都沢・千厩堀合・千厩浦ノ沢の各中継局）およびコミュニティ放送局・FMあすもの中継局についても併せて記述する。

## 中継局概要

### 室根中継局

#### デジタルテレビ中継局
| リモコンキーID | 放送局名              | 物理チャンネル | 空中線電力 | ERP  | 放送対象地域 | 放送区域内世帯数 | 備考                                 |
| 1              | NHK盛岡総合テレビ     | 51ch 57ch      | 3W         | 8.9W | 岩手県       | 9426世帯         | 赤数字chは、リパック前のチャンネル。 |
| 2              | NHK盛岡教育テレビ     | 49ch 55ch      | 3W         | 8.9W | 全国         | 9426世帯         | 赤数字chは、リパック前のチャンネル。 |
| 4              | TVIテレビ岩手         | 27ch           | 3W         | 8.9W | 岩手県       | 9426世帯         | 無し                                 |
| 5              | IAT岩手朝日テレビ     | 30ch           | 3W         | 8.9W | 岩手県       | 9426世帯         | 無し                                 |
| 6              | IBC岩手放送           | 15ch           | 3W         | 8.9W | 岩手県       | 9426世帯         | 無し                                 |
| 8              | mit岩手めんこいテレビ | 29ch           | 3W         | 8.9W | 岩手県       | 9426世帯         | 無し                                 |

- デジタル中継局は、2007年11月1日開局。
- 放送エリアは、一関市の一部地域。
- テレビ岩手・岩手めんこいテレビ･岩手朝日テレビは、デジタル新局として開局。

#### アナログテレビ中継局
| 放送局名          | チャンネル | 空中線電力        | ERP                  | 放送対象地域 | 放送区域内世帯数 |
| NHK盛岡教育テレビ | 49ch       | 映像30W /音声7.5W | 映像950W /音声240W   | 全国         | 不明             |
| NHK盛岡総合テレビ | 51ch       | 映像30W /音声7.5W | 映像1.2kW /音声300W  | 岩手県       | 不明             |
| IBC岩手放送       | 53ch       | 映像30W /音声7.5W | 映像1.25kW /音声320W | 岩手県       | 不明             |

- NHKアナログテレビのチャンネルは、2012年9月3日から11月26日の期間内に、上記NHKデジタルテレビのチャンネル（アナログ総合→デジタル総合、アナログ教育→デジタル教育）へ変更される。なお、2011年7月24日で廃局となる予定だったが、東日本大震災が発生した影響により、廃局が、2012年3月31日まで延期された。
- アナログテレビ時代、NHK（総合、教育）、IBCしか置局出来なかった理由について、標高が高い上に南側は宮城県の仙台平野と言う地形的な環境から、宮城県の仙台･大年寺山送信所、福島県の福島･笹森山送信所の全チャンネル帯を受信しやすい立地から、放送区域外（スピルオーバー）を指摘され、岩手県の第2次から第4次までの民放アナログ局の置局は出来ず、室根地区の世帯は千厩中継局（三島山）向け受信で、対応せざるを得なかった。

#### 県域FM放送中継局
| 周波数（MHz） | 放送局名     | 空中線電力 | 実効輻射電力 | 放送対象地域 | 放送区域内世帯数                |
| 81.6          | NHK 盛岡FM   | 10W        | 28W          | 岩手県       | -                               |
| 86.4          | IBC 岩手放送 | 10W        | 30W          | 岩手県       | 約10,744世帯 （カバー率25.2％） |

IBC岩手放送はFM補完中継局として2017年10月5日に総務省東北総合通信局から予備免許が付与され、2017年11月22日に放送開始した。

#### コミュニティFM中継局
| 周波数（MHz） | 放送局名                    | 空中線電力 | 実効輻射電力 | 放送区域内世帯数 |
| 79.5          | FMあすも 一関コミュニティFM | 20W        | -            | -                |

### 受信障害対策中継局
| リモコンキーID | 放送局名              | 物理チャンネル | 空中線電力 | ERP                                     | 放送対象地域 | 放送区域内世帯数 | 備考                                                                             |
| 1              | NHK盛岡総合テレビ     | 51ch 57ch      | 10mW       | 79mW・126mW（5局） どの局が何mWかは不明 | 岩手県       | 6局で72世帯      | 赤数字chは、2012年9月3日から11月26日の期間内に変更されたリパック前のチャンネル。 |
| 2              | NHK盛岡教育テレビ     | 49ch 55ch      | 10mW       | 79mW・126mW（5局） どの局が何mWかは不明 | 全国         | 6局で72世帯      | 赤数字chは、2012年9月3日から11月26日の期間内に変更されたリパック前のチャンネル。 |
| 4              | TVIテレビ岩手         | 27ch           | 10mW       | 79mW・126mW（5局） どの局が何mWかは不明 | 岩手県       | 6局で72世帯      | 無し                                                                             |
| 5              | IAT岩手朝日テレビ     | 30ch           | 10mW       | 79mW・126mW（5局） どの局が何mWかは不明 | 岩手県       | 6局で72世帯      | 無し                                                                             |
| 6              | IBC岩手放送           | 15ch           | 10mW       | 79mW・126mW（5局） どの局が何mWかは不明 | 岩手県       | 6局で72世帯      | 無し                                                                             |
| 8              | mit岩手めんこいテレビ | 29ch           | 10mW       | 79mW・126mW（5局） どの局が何mWかは不明 | 岩手県       | 6局で72世帯      | 無し                                                                             |

- 2012年3月19日に本免許交付。

## 中継局置局住所

### 室根中継局（県域局･cFM局）
- 一関市千厩町奥玉字飛ヶ岳の室根山[要出典]

### 受信障害対策中継局
- 一関市千厩小梨・岩間地区中継局(地上デジタルテレビ放送)の概要及び放送エリア図 (PDF) を参照されたし。